# Wilson-Conococheague
Wilson-Conococheague és una concentració de població designada pel cens dels Estats Units a l'estat de Maryland. Segons el cens del 2000 tenia 1.885 habitants.

## Demografia
Segons el cens del 2000, Wilson-Conococheague tenia 1.885 habitants, 718 habitatges, i 549 famílies. La densitat de població era de 149,4 habitants per km².
Dels 718 habitatges en un 35,9% hi vivien nens de menys de 18 anys, en un 63% hi vivien parelles casades, en un 9,5% dones solteres, i en un 23,5% no eren unitats familiars. En el 18,4% dels habitatges hi vivien persones soles el 8,6% de les quals corresponia a persones de 65 anys o més que vivien soles. El nombre mitjà de persones vivint en cada habitatge era de 2,63 i el nombre mitjà de persones que vivien en cada família era de 2,98.
Per edats la població es repartia de la següent manera: un 25,9% tenia menys de 18 anys, un 6% entre 18 i 24, un 32,6% entre 25 i 44, un 22,9% de 45 a 60 i un 12,6% 65 anys o més.
L'edat mediana era de 36 anys. Per cada 100 dones de 18 o més anys hi havia 93,8 homes.
La renda mediana per habitatge era de 38.389 $ i la renda mediana per família de 39.256 $. Els homes tenien una renda mediana de 31.505 $ mentre que les dones 21.250 $. La renda per capita de la població era de 15.951 $. Entorn del 5,6% de les famílies i el 7,4% de la població estaven per davall del llindar de pobresa.

## Poblacions més properes
El següent diagrama mostra les poblacions més properes.